# Пакистанці в Україні
Пакистанці в Україні — особи пакистанського походження, що народилися в Україні або іммігрували в Україну з Пакистану. Переважна більшість пакистанців походить зі штату Пенджаб та сповідує іслам.

## Історія
У радянські часи пакистанські студенти, переважно, приїжджали вчитися в Москву, а не в Україну. Тим не менш, на початку 1990-х після розпаду Радянського Союзу пакистанці стали приїжджати в Київ для здобуття освіти. 2007 року близько 200 студентів навчалися в університетах Луганська, Донецька та Харкова, переважно за такими спеціалізаціями: медицина, техніка та авіація. Щоб отримати таку освіту в Пакистані, потрібно пройти дуже жорсткий конкурс. Ті, кому не пощастило вступити до університету в Пакистані, часто вибирають поїхати вчитися в Україну, оскільки це розумне поєднання ціни та якості, а також висока репутація українських університетів в Пакистані. Мовний бар'єр був однією з головних проблем для студентів. Проте дедалі більше українських вузів почали пропонувати курси навчання англійською мовою, що привернуло ще більшу кількість студентів. Існує обмін студентами між університетами Пакистану та України.
Станом на 2022 років в Україні проживало 1500 пакистанців, включаючи 500 студентів з Пакистану.

## Представники
- Мохаммад Захур — підприємець.
- Анжеліка Тахір — фотомодель, міс Пакистан.